# Liste der Stolpersteine in Venray
Die Liste der Stolpersteine in Venray umfasst die Stolpersteine, die vom deutschen Künstler Gunter Demnig in der Gemeinde Venray in der niederländischen Provinz Limburg verlegt wurden. Stolpersteine sind Opfern des Nationalsozialismus gewidmet, all jenen, die vom NS-Regime drangsaliert, deportiert, ermordet, in die Emigration oder in den Suizid getrieben wurden. Demnig verlegt für jedes Opfer einen eigenen Stein, im Regelfall vor dem letzten selbst gewählten Wohnsitz.
Die ersten und bislang einzigen Verlegungen im Gemeindegebiet fanden am 8. Oktober 2019 statt.

## Verlegte Stolpersteine
Im Gemeindegebiet von Venray wurden insgesamt zehn Stolpersteine verlegt.

### Castenray
In Castenray wurden drei Stolpersteine an einem Ort verlegt.
| Stolperstein | Übersetzung                                                                                      | Verlegort      | Name, Leben                         |
| ------------ | ------------------------------------------------------------------------------------------------ | -------------- | ----------------------------------- |
|              | HIER UNTERGETAUCHT ABRAHAM FRANKEN GEB. 1896 DEPORTIERT 1944 ERMORDET 15.3.1945 MITTELEUROPA     | Klein Oirlo 16 | Abraham Franken (1896–1945)         |
|              | HIER UNTERGETAUCHT HEIJMAN KAREL FRANKEN GEB. 1934 DEPORTIERT 1944 ERMORDET 6.9.1944 AUSCHWITZ   | Klein Oirlo 16 | Heijman Karel Franken (1934–1944)   |
|              | HIER UNTERGETAUCHT JOHANNA FRANKEN-WEIJAND GEB. 1895 DEPORTIERT 1944 ERMORDET 6.9.1944 AUSCHWITZ | Klein Oirlo 16 | Johanna Franken-Weijand (1895–1944) |

### Oirlo
In der Ortschaft Oirlo wurden fünf Stolpersteine an vier Orten verlegt.
| Stolperstein | Übersetzung                                                                                    | Verlegort             | Name, Leben                      |
| ------------ | ---------------------------------------------------------------------------------------------- | --------------------- | -------------------------------- |
|              | HIER UNTERGETAUCHT ELLY HARTOGS GEB. 1933 DEPORTIERT 1944 ERMORDET 6.9.1944 AUSCHWITZ          | Oirlo, Boddenbroek 13 | Elly Hartogs (1933–1944)         |
|              | HIER UNTERGETAUCHT SARA HEIMANN GEB. 1933 DEPORTIERT 1944 ERMORDET 6.9.1944 AUSCHWITZ          | Oirlo, Boddenbroek 16 | Sara Heimann (1933–1944)         |
|              | HIER UNTERGETAUCHT FREDDY SCHULER GEB. 1901 DEPORTIERT 1944 ERMORDET 30.9.1944 BLECHHAMMER     | Oirlo, Hoofdstraat 36 | Freddy Schuler (1901–1944)       |
|              | HIER UNTERGETAUCHT DORA SCHULER- PACHTER GEB. 1904 DEPORTIERT 1944 ERMORDET 6.9.1944 AUSCHWITZ | Oirlo, Hoofdstraat 36 | Dora Schuler-Pachter (1904–1944) |
|              | HIER UNTERGETAUCHT MICHAEL WEIJAND GEB. 1910 DEPORTIERT 1944 ERMORDET 30.4.1945 VAIHINGEN      | Oirlo, Ericaweg 7     | Michael Weijand (1910–1945)      |

### Venray
Am Stationsweg von Venray wurde an zwei Anschriften jeweils ein Stolperstein verlegt.
| Stolperstein | Übersetzung                                                                            | Verlegort              | Name, Leben               |
| ------------ | -------------------------------------------------------------------------------------- | ---------------------- | ------------------------- |
|              | HIER UNTERGETAUCHT DUIFJE GANS GEB. 1933 DEPORTIERT 1944 ERMORDET 6.9.1944 AUSCHWITZ   | Venray, Stationsweg 9  | Duifje Gans (1933–1944)   |
|              | HIER UNTERGETAUCHT EMANUEL STAAL GEB. 1875 DEPORTIERT 1944 ERMORDET 6.9.1944 AUSCHWITZ | Venray, Stationsweg 46 | Emanuel Staal (1875–1944) |

## Verlegedatum
- 8. Oktober 2019[19]